# Ctenosciara griseinervis
Ctenosciara griseinervis är en tvåvingeart som först beskrevs av Edwards 1927.  Ctenosciara griseinervis ingår i släktet Ctenosciara och familjen sorgmyggor. Inga underarter finns listade i Catalogue of Life.